# Plongeon aux Jeux olympiques d'été de 2008, résultats détaillés
Navigation
Athènes 2004 Londres 2012

## Hommes

### Plongeon individuel

#### Tremplin à 3 mètres
| Place | Nation     | Athlètes           | Pts    |
| ----- | ---------- | ------------------ | ------ |
| 1er   | Chine      | He Chong           | 572.90 |
| 2e    | Canada     | Alexandre Despatie | 536.65 |
| 3e    | Chine      | Qin Kai            | 530.10 |
| 4e    | Russie     | Dmitry Sautin      | 512.65 |
| 5e    | Allemagne  | Pavlo Rozenberg    | 485.60 |
| 6e    | États-Unis | Troy Dumais        | 472.50 |
| 7e    | Mexique    | Yahel Castillo     | 462.10 |
| 8e    | Allemagne  | Patrick Hausding   | 462.05 |

#### Haut-vol à 10 mètres
| Place | Nation      | Athlètes                  | Pts    |
| ----- | ----------- | ------------------------- | ------ |
| 1er   | Australie   | Matthew Mitcham           | 537.95 |
| 2e    | Chine       | Zhou Luxin                | 533.15 |
| 3e    | Russie      | Gleb Galperin             | 525.80 |
| 4e    | Chine       | Huo Liang                 | 508.40 |
| 5e    | Cuba        | Jose Antonio Guerra Oliva | 507.15 |
| 6e    | Australie   | Mathew Helm               | 467.70 |
| 7e    | Royaume-Uni | Thomas Daley              | 463.55 |
| 8e    | Mexique     | Rommel Pacheco            | 460.20 |

### Plongeon synchronisé

#### Tremplin à 3 mètres
| Place | Nation      | Athlètes                               | Pts    |
| ----- | ----------- | -------------------------------------- | ------ |
| 1er   | Chine       | Wang Feng Qin Kai                      | 469.08 |
| 2e    | Russie      | Dmitry Sautin Yuriy Kunakov            | 421.98 |
| 3e    | Ukraine     | Illya Kvasha Oleksiy Pryhorov          | 415.05 |
| 4e    | États-Unis  | Chris Colwill Jevon Tarantino          | 410.73 |
| 5e    | Canada      | Alexandre Despatie Arturo Miranda      | 409.29 |
| 6e    | Allemagne   | Pavlo Rozenberg Sascha Klein           | 402.84 |
| 7e    | Royaume-Uni | Nicholas Robinson-Baker Benjamin Swain | 402.36 |
| 8e    | Australie   | Scott Robertson Robert Newbery         | 393.60 |

#### Haut-vol à 10 mètres
| Place | Nation      | Athlètes                                 | Pts    |
| ----- | ----------- | ---------------------------------------- | ------ |
| 1er   | Chine       | Lin Yue Huo Liang                        | 468.18 |
| 2e    | Allemagne   | Patrick Hausding Sascha Klein            | 450.42 |
| 3e    | Russie      | Gleb Galperin Dmitriy Dobroskok          | 445.26 |
| 4e    | Australie   | Mathew Helm Robert Newbery               | 444.84 |
| 5e    | États-Unis  | David Boudia Thomas Finchum              | 440.64 |
| 6e    | Colombie    | Victor Ortega Juan Guillermo Uran        | 423.66 |
| 7e    | Cuba        | Jose Antonio Guerra Oliva Erick Fornaris | 409.38 |
| 8e    | Royaume-Uni | Blake Aldridge Thomas Daley              | 408.48 |

## Femmes

### Plongeon individuel

#### Tremplin à 3 mètres
| Place | Nation     | Athlètes          | Pts    |
| ----- | ---------- | ----------------- | ------ |
| 1er   | Chine      | Guo Jingjing      | 415.35 |
| 2e    | Russie     | Julia Pakhalina   | 398.60 |
| 3e    | Chine      | Minxia Wu         | 389.85 |
| 4e    | Canada     | Blythe Hartley    | 374.60 |
| 5e    | Italie     | Tania Cagnotto    | 349.20 |
| 6e    | Suède      | Anna Lindberg     | 342.15 |
| 7e    | Australie  | Sharleen Stratton | 331.00 |
| 8e    | États-Unis | Nancilea Foster   | 316.70 |

#### Haut-vol à 10 mètres
| Place | Nation      | Athlètes          | Pts    |
| ----- | ----------- | ----------------- | ------ |
| 1er   | Chine       | Chen Ruolin       | 447.70 |
| 2e    | Canada      | Émilie Heymans    | 437.05 |
| 3e    | Chine       | Wang Xin          | 329.90 |
| 4e    | Mexique     | Paola Espinosa    | 380.95 |
| 5e    | Mexique     | Tatiana Ortiz     | 343.60 |
| 6e    | Australie   | Melissa Wu        | 338.15 |
| 7e    | Canada      | Marie-Ève Marleau | 332.10 |
| 8e    | Royaume-Uni | Tonia Couch       | 328.70 |

### Plongeon synchronisé

#### Tremplin à 3 mètres
| Place | Nation      | Athlètes                              | Pts    |
| ----- | ----------- | ------------------------------------- | ------ |
| 1er   | Chine       | Guo Jingjing Wu Minxia                | 343.50 |
| 2e    | Russie      | Julia Pakhalina Anastasia Pozdnyakova | 323.61 |
| 3e    | Allemagne   | Ditte Kotzian Heike Fischer           | 318.90 |
| 4e    | États-Unis  | Kelci Bryant Ariel Rittenhouse        | 314.40 |
| 5e    | Australie   | Briony Cole Sharleen Stratton         | 311.34 |
| 6e    | Italie      | Noemi Batki Francesca Dallape         | 296.70 |
| 7e    | Ukraine     | Mariya Voloshchenko Anna Pysmenska    | 293.10 |
| 8e    | Royaume-Uni | Tandi Gerrard Hayley Sage             | 278.25 |

#### Haut-vol à 10 mètres
| Place | Nation        | Athlètes                           | Pts    |
| ----- | ------------- | ---------------------------------- | ------ |
| 1er   | Chine         | Wang Xin Chen Ruolin               | 363.54 |
| 2e    | Australie     | Briony Cole Melissa Wu             | 335.16 |
| 3e    | Mexique       | Paola Espinosa Tatiana Ortiz       | 330.06 |
| 4e    | Allemagne     | Annett Gamm Nora Subschinski       | 310.29 |
| 5e    | États-Unis    | Marybeth Dunnichay Haley Ishimatsu | 309.12 |
| 6e    | Corée du Nord | Kum Hui Choe Un Hyang Kim          | 308.10 |
| 7e    | Canada        | Meaghan Benfeito Roseline Filion   | 305.91 |
| 8e    | Royaume-Uni   | Tonia Couch Stacie Powell          | 303.48 |